# Сергеевка (Волочисский район)
Сергеевка (укр. Сергіївка) — село в Волочисском районе Хмельницкой области Украины.
Население по переписи 2001 года составляло 316 человек. Почтовый индекс — 31235. Телефонный код — 3845. Занимает площадь 1,08 км². Код КОАТУУ — 6820981505.

## Местный совет
31235, Хмельницкая обл., Волочисский р-н, с. Бубновка